# Список перспективних технологій
У список нових перспективних технологій включені ті технології, характер яких у наш час[коли?] визначений як «передовий» і вважаються можливими для реалізації, відповідно до публікації в журналі Popular Science. Ці технології є новітніми досягненнями та інноваціями на початку XXI століття в різних областях техніки. Нові перспективні технології — це саме ті технології, які є полем діяльності для ділової конкуренції. Проте, думки про ступінь впливу на суспільство, статус і економічної життєздатності деяких з них істотно різняться. За багатьма новими технологіями та їх наслідків для суспільства йдуть постійні суспільно-політичні дискусії.

## Сільське господарство
| Нова технологія             | Стан | Потенційно витіснить                                                 | Потенційні застосування | Див. також                                                                |
| --------------------------- | --- | -------------------------------------------------------------------- | --- | ------------------------------------------------------------------------- |
| Сільськогосподарський робот | Дослідження і розробки, пробні проєкти |                                                                      | Автоматизація сільського господарства                                                                                             | Сільськогосподарський дрон                                                |
| Замкнута екосистема         | Дослідження і розробки, працюючі демонстрації (наприклад, Біосфера-2). Повністю закрита екологічна ферма для дослідження життєвих систем, таких як біоми, сільськогосподарська область, а також нове місце для проживання людини, щоб вивчити взаємодію між людьми. Подібна технологія може сприяти колонізації людиною космосу. | Агрономія                                                            | Сільське господарство, наукові дослідження, колонізація космосу                                                                   | Теплиця, Проєкт Едем, Bioshelter, Seawater greenhouse, Біосфера-2, БІОС-3 |
| Генетично модифікована їжа  | Дослідження і розробки, комерціалізація |                                                                      | |                                                                           |
| М'ясо з пробірки            | Дослідження некомерційною організацією Нью-Harvest | М'ясні напрямки тваринництва (у тому числі птахівництва), рибальства | Заміна жорстокому поводженню (забій), дешеве і екологічно нешкідливе м'ясо для споживання, економія природних ресурсів і простору |                                                                           |
| Точне землеробство          | Дослідження і розробки, поширення |                                                                      | |                                                                           |
| Вертикальна ферма           | Дослідження та експерименти | Промислове сільське господарство                                     | Рослинницька та м'ясна продукція, економія природних ресурсів і простору.                                                         |                                                                           |
| Хімічна їжа                 | Дослідження та експерименти. Поступове впровадження. | Сільське господарство                                                | Перехід сільського господарства в область хімічного виробництва. Незалежність від природних, погодних умов, земельних територій.  |                                                                           |

## Енергетика
| Нова технологія               | Стан                                                                                              | Потенційно витіснить                                                                                     | Потенційні застосування                                                                          | Див. також                        |
| ----------------------------- | ------------------------------------------------------------------------------------------------- | --- | ------------------------------------------------------------------------------------------------ | --------------------------------- |
| Керований термоядерний синтез | Теорія та експерименти понад 50 років                                                             | Горючі корисні копалини, Відновлювана енергія, Ядерна енергетика                                         | Вироблення електроенергії, Космічні польоти                                                      | ITER, NIF                         |
| Геотермальна енергетика       | Поширення                                                                                         | Горючі корисні копалини, Ядерна енергетика                                                               | Вироблення електроенергії, тепла                                                                 |                                   |
| Біопаливо                     | Поширення                                                                                         | Горючі корисні копалини                                                                                  | Збереження енергії, почасти транспорт                                                            | Енергетика                        |
| Воднева енергетика            | Розповсюдження (водневі паливні елементи); Теорія і експерименти для менш дорогих продуктів водню | Інші технології збереження енергії (хімічні джерела струму, Горючі корисні копалини)                     | Збереження енергії                                                                               |                                   |
| Нанодротинний акумулятор      | Робочі зразки                                                                                     | Інші технології збереження енергії (воднева енергетика, хімічні джерела струму і почасти викопне паливо) | Портативні комп'ютери, мобільні телефони, електромобілі. Збереження енергії з електричної мережі | Літій-іонний акумулятор           |
| Іоністор                      | Поширення і продовження розробок                                                                  | Батареї                                                                                                  | Рекуперативне гальмування; швидкозарядні, міцні, гнучкі і екологічно чисті джерела енергії       |                                   |
| Бездротова передача електрики | Робочи зразки / Поширення і перехід в розряд споживчих товарів                                    | Батареї                                                                                                  | Бездротове енергетичне устаткування (портативні комп'ютери, мобільні телефони, і т. ін.)         | Резонансна передача енергії, WREL |
| Органічні сонячні батареї     | Лабораторні зразки, поширення                                                                     | Кремнієві сонячні батареї                                                                                | Вироблення електроенергії                                                                        |                                   |

## Транспорт
| Нова технологія | Стан | Потенційно витіснить                                                                     | Потенційні застосування                                                                 | Див. також                                           |
| --- | --- | ---------------------------------------------------------------------------------------- | --------------------------------------------------------------------------------------- | ---------------------------------------------------- |
| Електромобіль | Комерційні продажі, інвестиції в інфраструктуру | Двигун внутрішнього згоряння                                                             | Екологічно чистий транспорт                                                             | EV1, REVA, Toyota RAV4 EV, Tesla Motors, Nissan Leaf |
| Автоматичний транспорт для окремих осіб | Перша комерційна транспортна система ULTra проходить випробування з пасажирами в лондонському аеропорту Хітроу. Існують також істотно відмінні від неї прототипи і концепції, в тому числі більш амбітні та перспективні (дешевші, з більш високою швидкістю і пропускною спроможністю, що враховують умови Москви та інших найбільш проблемних мегаполісів) | Звичайний безрейковий та рейковий громадський транспорт; заміна особового автотранспорту | Рішення транспортної проблеми великих міст Екологічно чистий транспорт                  |                                                      |
| Повітряний транспорт для окремих осіб | Комерційні продажі | Комерційні авіалінії                                                                     |                                                                                         |                                                      |
| Передохолоджуванний реактивний двигун | Лабораторні випробування передохолоджувача | Дозвуковий реактивний двигун                                                             | Швидкі далекі повітряні перельоти, космічні польоти                                     |                                                      |
| Гіперзвуковий двигун | Робочі прототипи | гіперзвуковий реактивний двигун, Ракетний двигун                                         | Дуже швидкі повітряні перельоти                                                         |                                                      |
| Польоти в космос без ракет - Петля Лофстрома - Фотонний двигун - Електромагнітна катапульта - Космічна гармата - Космічний ліфт - Космічний фонтан | Теорія та деякі експерименти | Ракета                                                                                   | Колонізація космосу, масові космічні польоти, Видалення радіоактивних відходів у космос |                                                      |

## Інформаційні технології
| Нова технологія                                        | Стан | Потенційно витіснить                                                                                                | Потенційні застосування | Див. також                                                                               |
| ------------------------------------------------------ | --- | --- | --- | ---------------------------------------------------------------------------------------- |
| Штучний інтелект                                       | Теорія і експерименти; обмежені застосування в спеціальних областях                                              | Низькорівнева інтелектуальна праця                                                                                  | Створення інтелектуальних приладів | Тест Тюрінга                                                                             |
| Мобільний зв'язок 5G / 6G                              | Стандарти LTE-advanced і IEEE 802.16m (мобільний WiMAX release 2) у стадії впровадження                          | Високошвидкісні модем                                                                                               | Повсюдний комп'ютинг | Mobile broadband, Мобільне телебачення, Інтерактивне телебачення, Тривимірне телебачення |
| Машинний переклад                                      | Комерційна експлуатація                                                                                          | Ручний переклад з природних мов                                                                                     | Розширення культурних зв'язків | Програма-перекладач                                                                      |
| Машинний зір                                           | Розробка прототипів, дослідження                                                                                 | Біологічний зір, візуальне людське сприйняття                                                                       | Біометрія, Процеси управління (наприклад, автономний автомобіль або автоматично керований транспортний засіб), реєстрація подій (наприклад, негласне спостереження), взаємодія (наприклад, Людино-машинна взаємодія), Зір робота | Комп'ютерний зір, Розпізнавання образів, Цифрова обробка зображень                       |
| Розширене машинне пізнання, зовнішні підсилювачі мозку | Поширення найпростіших підсилювачів; складніші прототипи; теорія та експерименти істотно складніших підсилювачів | Бібліотеки, школи, тренінги, кишенькові калькулятор                                                                 | Колективна свідомість, пряме підключення свідомості до мережі Інтернет, збільшення спектра зору, слуху, нюху |                                                                                          |
| Семантична павутина або Питально-відповідальна система | Комерційна експлуатація                                                                                          | Пошукова система | Створення вебмашинозчитуваних анотованих даних, організованих на семантичній основі |                                                                                          |
| Графічний процесор загального призначення              | Поширення нестандартизованих методів                                                                             | Спеціалізовані процесори                                                                                            | Прискорення паралельних обчислень |                                                                                          |
| Об'ємна оптична пам'ять або Голографічна пам'ять       | Розробка прототипів і дослідження                                                                                | Усі інші типи оптичних дисків, накопичувачі на магнітних стрічках та інші накопичувача                              | Зберігання та архівування даних, які раніше не зберігалися з економічних причин |                                                                                          |
| Спінтроніка                                            | Робочи прототипи                                                                                                 | Механічні магнітні жорсткі диски                                                                                    | Зберігання даних | Магніторезистивна оперативна пам'ять                                                     |
| Оптичний комп'ютер                                     | Теорія та експерименти — деякі компоненти інтегральних схем вже розроблені                                       | Багато інтегральних схем та інші електронні пристрої                                                                | Обчислювачі з меншими витратами енергії, більш швидкі і меншого розміру |                                                                                          |
| Квантовий комп'ютер                                    | Теорія та експерименти                                                                                           | Комп'ютер, Оптичний комп'ютер                                                                                       | Більш швидкі обчислення, хімічне моделювання, нові матеріали з програмованими властивостями | Високотемпературна надпровідність, надплинність                                          |
| Квантова криптографія                                  | Комерціалізація                                                                                                  | | Безпечний зв'язок | BB84, Інформаційна безпека                                                               |
| Бездротовий зв'язок                                    | Поширення | Дротовий зв'язок | Повсюдне підключення до мережі |                                                                                          |
| Безекранний дисплей                                    | Теорія та експерименти                                                                                           | Дисплеї | Доповнена реальність, Віртуальна реальність | Віртуальний ретинальний монітор, Адаптивна оптика                                        |
| Стереодисплей                                          | Комерціалізація                                                                                                  | Електронно-променева трубка, РК-дисплей та інші дисплейні технології                                                | Телебачення, Інтерфейс, Кінотеатр | Стереозображення, Голографічний дисплей, Тривимірне телебачення                          |
| Органічний світлодіод                                  | Перший комерційний OLED TV в 2008, Sony XEL-1                                                                    | РК-дисплей і плазмові дисплеї                                                                                       | Дисплеї, освітлення |                                                                                          |
| Інтерферометричний модуляторний дисплей                | Комерціалізація і розвиток                                                                                       | Електронно-променева трубка, РК-дисплей, плазма, Електронний папір та інші дисплейні технології                     | Беземісійні дисплеї з малим часом відгуку і з максимально реалістичними кольорами для всіх дисплейних технологій | Інтерферометр Фабрі-Перо                                                                 |
| Лазерний телевізор                                     | Перший комерційний Laser TV представлений в 2008, телевізори Mitsubishi LaserVue в комерційному виробництві      | РК-дисплей і плазмові дисплеї                                                                                       | Дисплеї з дуже широкою гамою кольорів | Тривимірне телебачення                                                                   |
| Оптика на базі фазованої антенної решітки              | Теорія | Звичайні дисплейні пристрої (наприклад, телевізор)                                                                  | Масове виробництво тривимірних пристроїв відображення |                                                                                          |
| Голографія                                             | Поширення | Дисплейні технології                                                                                                | Доповнена реальність, Віртуальна реальність, Телебачення |                                                                                          |
| Мемристор                                              | Робочи прототипи                                                                                                 | Деякі сучасні інтегральні схеми, багато інших електронні пристрої                                                   | Пам'ять з меншими витратами енергії, більш швидка і меншого розміру, Аналогова електроніка, Штучний інтелект |                                                                                          |
| 3D-принтер                                             | У комерційному виробництві                                                                                       | Інструкції по створенню прототипів, а також деякі методи масового виробництва, які не мають коштів для налаштування | Швидке створення прототипів і виробництво не тільки пластикових об'єктів, але й виробів з різноманітних матеріалів, які потенційно дозволяють налаштувати виробництво продукції для індивідуальних споживачів                    | Проєкт RepRap                                                                            |
| Тонкоплівковий термоелектричний елемент                | Робочи прототипи в дискретних приладах                                                                           | Звичайні термальні рішення, кулер, об'ємну термоелектрику                                                           | Охолодження електричних схем; рідкий мікропривід; малі генератори термоелектричної енергії | Надвисокий дозвіл голографічного диска                                                   |
| Занурення у віртуальну реальність                      | Теорія, обмежена комерціалізація                                                                                 | Реальність консенсусу                                                                                               | Штучне середовище, в якому користувач відчуває себе так само, як він зазвичай відчуває себе в реальності консенсусу | Модельована реальність, Holodeck (фантастика)                                            |

## Біотехнологія, біоінформатика
| Нова технологія                                                  | Стан | Потенційно витіснить                                              | Потенційні застосування                                                                                                  | Див. також                       |
| ---------------------------------------------------------------- | --- | ----------------------------------------------------------------- | --- | -------------------------------- |
| Генетична інженерія                                              | Комерціалізація; поточні дослідження та розробки | Тваринництво, Рослинництво, Видобуток органічних корисних копалин | Створення та зміна біологічних видів, біо-машини, усунення генетичних розладів                                           | Генетично модифікований організм |
| Синтетична біологія, синтетична геноміка                         | Дослідження та розробки | Хімічна промисловість, Нафтова промисловість                      | Створення безмежних за масштабами процесів виробництва на основі програмованих видів бактерій і інших форм життя         |                                  |
| Штучний фотосинтез                                               | Дослідження та експерименти | Рослинництво, Видобуток органічних корисних копалин               | Відтворення природного процесу фотосинтезу, перетворення сонячного світла, води і вуглекислого газу в вуглеводи і кисень |                                  |
| Ліки від старіння                                                | Досліди на тваринах | Лікування вікових захворювань                                     | Продовження життя | Резвератрол, SRT1720             |
| Кріоконсервація                                                  | Теорія та деякі експерименти | Ішемічні порушення                                                | Трансплантологія, Кріоніка                                                                                               |                                  |
| Сплячка або анабіоз                                              | Досліди на тваринах, поточні дослідження та розробки | Хірургічна анестезія                                              | Трансплантологія, космічні польоти, тривала хірургія, невідкладна медична допомога                                       |                                  |
| Лікування стовбуровими клітинами                                 | Дослідження та експерименти | Імплантати і Протезування                                         | Лікування широкого спектра захворювань і травм                                                                           | Стовбурові клітини               |
| Персоналізована медицина                                         | Теорія | Орфанні препарати                                                 | Дослідження та превентивне лікування раку; генетичні розлади                                                             |                                  |
| Імплантати і Протезування                                        | Від дослідів на тваринах і клінічних випробувань (наприклад, Інсулінова помпа) до комерційної продукції (наприклад, Електрокардіостимулятор, Штучний суглоб, Кохлеарний імплантат) | Різні галузі медицини                                             | Імплантати мозку, ретинальні імплантати                                                                                  |                                  |
| Екстракорпоральне м'ясо                                          | | Тваринництво                                                      | Недороге м'ясо для харчування                                                                                            |                                  |
| Регенеративна медицина                                           | Деякі лабораторні випробування | Імплантати, Протезування, Лікування вікових захворювань           | Продовження життя | Збільшення тривалості життя      |
| Роботизована хірургія                                            | |                                                                   | |                                  |
| Тканинна інженерія                                               | |                                                                   | «Друк органів» |                                  |
| Стратегії конструювання незначного старіння інженерними методами | | Пенсія, Будинок пристарілих                                       | Біологічне безсмертя | Безсмертя, Обрі ді Грей          |
| Пересадка голови, Ізольований мозок                              | |                                                                   | Пересадка мозку | Мозок у колбі                    |
| Наномедицина                                                     | |                                                                   | |                                  |

## Робототехніка та прикладна механіка
| Нова технологія                            | Стан                                               | Потенційно витіснить                                                    | Потенційні застосування | Див. також                                                                    |
| ------------------------------------------ | -------------------------------------------------- | ----------------------------------------------------------------------- | --- | ----------------------------------------------------------------------------- |
| Групова робототехніка                      | Теорія та експерименти                             | Розподілені обчислення, складність поведінки через простоту архітектури | Автономні системи, космічні конструкції | Автономний робот, наноробот, Багатоагентна система, Поведінкова робототехніка |
| Молекулярна нанотехнологія, наноробот      | Теорія та експерименти                             | Деяка продукція у виробництві і продажі                                 | Настільні пристрої, які можуть виробляти деякі з даних матеріалів, недороге планетарне терраформування                                          |                                                                               |
| Екзоскелет                                 | Прототип та розповсюдження, дослідження і розробки | Інвалідні візки, вилочні навантажувачі.                                 | Перенесення ваги, Параліч, хвороби м'язів, Військова справа, Будівництво                                                                        |                                                                               |
| Мікроелектромеханічні системи              | Активно використовується і розвивається.           | Гіроскопи, системи інерціальної навігації, робототехніка.               | Маніпуляція мікрооб'єктами, лабораторія на чипі                                                                                                 |                                                                               |
| Молекулярні ротори , Молекулярні пропелери |                                                    |                                                                         | |                                                                               |
| Самовідтворюючі машини                     | Теорія та експерименти                             |                                                                         | |                                                                               |
| Утилітарний туман                          | Теорія та експерименти                             |                                                                         | Побудова всіляких предметів різних форм, і при непотрібності — перетворення їх назад в туман. Симуляція широкого спектра матеріалів і кольорів. |                                                                               |

## Матеріалознавство
| Нова технологія                   | Стан                                                                        | Потенційно витіснить                                                                                    | Потенційні застосування | Див. також           |
| --------------------------------- | --------------------------------------------------------------------------- | --- | --- | -------------------- |
| Високотемпературна надпровідність | Досягнуто надпровідність при температурі 134 К (HgBa2Ca2Cu3Ox)              | Мідні провідники                                                                                        | Провідники без втрат, підшипники без тертя, магнітна левітація, акумулятори великої ємності без втрат, електромобіль | Надпровідність       |
| Високотемпературна надтекучість   | Надтекучі гіроскопи вже існують, але працюють при дуже низьких температурах | Гіроскоп                                                                                                | Високоточний вимір гравітації, навігація і пристрої маневрування. Перспективні пристрої для створення гравітомагнітних полів механічних пристроїв без тертя.                                                            |                      |
| Вуглецеві нанотрубки              | Поширення, теорія, експерименти і невеликі застосування                     | Структуровані сталь і алюміній                                                                          | Міцніші, легші і саморегульовані матеріали, космічний ліфт |                      |
| Метаматеріал                      | Теорія та експерименти                                                      | Класична оптика                                                                                         | Мікроскоп, фотоапарат, маскування |                      |
| Автовідновлювані матеріали        | Експериментальна демонстрація                                               | Структуровані матеріали                                                                                 | Пластмасові деталі, широкий спектр застосувань |                      |
| Програмована матерія              | Теорія та експерименти                                                      | Покриття, каталізатор                                                                                   | Широкий діапазон застосувань, у тому числі Клейтроніка, Синтетична біологія |                      |
| Квантова точка                    | Дослідження та експерименти, робочі прототипи                               | LCD, LED                                                                                                | Лазер на квантових точках з подальшим застосуванням як програмованої матерії при виробництві дисплеїв, оптичного зв'язку (високошвидкісна передача даних), медицині (лазерний скальпель)                                |                      |
| Фулерени                          |                                                                             | | |                      |
| Графен                            |                                                                             | | |                      |
| Нанокристал                       |                                                                             | | |                      |
| Аерогель                          |                                                                             | | |                      |
| Трансмутація атомів               | Теорія та експерименти                                                      | Видобуток корисних копалин                                                                              | Перетворення одних атомів хімічних елементів в будь-які інші атоми хімічних елементів. Зникнення дефіциту рідкісних речовин у природі. При колонізації планет створення води, повітря, та іншого, з їх власного ґрунту. |                      |
| Радіаційно-термічна активація     | Теорія та експерименти, розробка прототипів, дослідження                    | Газові технології виробництва цементу, деякі паливоємні технології у виробництві кераміки та металургії | Цемент, кераміка, металургія | Лінійний прискорювач |

## Інше
| Нова технологія                       | Стан | Потенційно витіснить                                                                                  | Потенційні застосування | Див. також     |
| ------------------------------------- | --- | --- | --- | -------------- |
| Світлодіодні лампи                    | Поширення | Лампа розжарення газорозрядні і люмінесцентні лампи                                                   | Освітлення |                |
| Силове поле                           | Теорія та експерименти                                                                                        | Броня, огородження                                                                                    | Захист об'єктів (військові і правоохоронні органи, космічні подорожі) | Плазмове вікно |
| Прискорювальна зброя                  | Дослідження                                                                                                   | Вогнепальна зброя                                                                                     | |                |
| Енергетична зброя                     | Дослідження, розробки, прототипи                                                                              | Вогнепальна зброя                                                                                     | |                |
| Електролазер                          | Дослідження                                                                                                   | Тазер                                                                                                 | |                |
| Антигравітація                        | Фантастика | Реактивний двигун, аеростатичний і аеродинамічний способи створення підйомної сили і тягового зусилля | Створення планетарних пасажирських і вантажних гравітаційних літаків, що поєднують якості сучасних літаків і вертольотів і космічних човників (здатність виходити в навколопланетноий космос), злітно-посадкові ДУ для космічних кораблів, на планетах з високою гравітацією також системи антигравітації для зменшення сили тяжіння до фізіологічно комфортного рівня |                |
| Генеруєма штучна гравітація           | Фантастика | Створення штучної сили тяжіння шляхом обертання корабля/станції                                       | Створення систем штучної сили тяжіння на борту кораблів і станцій, а також додаткової сили тяжіння на планетах із зниженою гравітацією для забезпечення комфортних умов для людей |                |
| Гравітаційний двигун                  | Фантастика | Ракетний двигун, Сонячне вітрило                                                                      | Космонавтика |                |
| Релятивістський двигун                | Дослідження, розробки, прототипи                                                                              | іонний двигун, плазмовий двигун, сонячне вітрило                                                      | Космічні подорожі |                |
| Сонячне вітрило                       | Дослідження, розробки, поширення (у 2010 IKAROS став першим успішним космічним апаратом на сонячному вітрилі) | | Космічні подорожі |                |
| Місто під куполом                     | NASA розробляє Геодезичний Купол для місячної колонії                                                         | | Колонізація планет, непридатних для життя людей. Також розгортання піонерних поселень на планетах, які підлягають терраформуванню |                |
| Адіабатичне розмагнічування           | Вже використовується для досягнення наднизьких температур в лабораторіях                                      | Традиційні холодильні установки                                                                       | Більше ефективне охолодження |                |
| Колонізація космосу, інопланетні бази | Дослідження, розробки, прототипи                                                                              | | Підвищення життєстійкості цивілізації, експансія в навколишній простір. |                |
| Віддалена присутність                 | Комерційна експлуатація                                                                                       | | Управління військовою технікою на значній відстані від поля бою. Управління обладнанням в небезпечних або недоступних для життєдіяльності місцях. Дистанційна робота, навчання, розваги. |                |